# Doha Team
El Doha Team (codi UCI: DOT) va ser un equip ciclista professional del Qatar de categoria continental. Va competir professionalment de 2007 a 2009.

## Principals resultats
- H. H. Vice-President's Cup: Badr Mohamed Mirza Bani Hammad (2008), Ayman Ben Hassine (2009)
- Volta a Líbia: Omar Hasanein (2008)
- Gran Premi Al-Khor: Rafaâ Chtioui (2008)
- Gran Premi de Losail: Abdelbasset Hannachi (2008)
- Gran Premi Messaeed: Ayman Ben Hassine (2008)
- Gran Premi de Doha: Ayman Ben Hassine (2008)
- Emirates Cup: Ayman Ben Hassine (2009)

### A les grans voltes
- Giro d'Itàlia
  - 0 participacions
- Tour de França
  - 0 participacions
- Volta a Espanya
  - 0 participacions

## Classificacions UCI
L'equip participava en les proves dels circuits continentals.
UCI Àfrica Tour
| Temporada | Classificació per equips | Millor ciclista en la classificació individual |
| --------- | ------------------------ | ---------------------------------------------- |
| 2008      | 4t                       | Ayman Ben Hassine (14è)                        |
| 2009      | 7è                       | Abdelmalek Madani (32è)                        |

UCI Àsia Tour
| Temporada | Classificació per equips | Millor ciclista en la classificació individual |
| --------- | ------------------------ | ---------------------------------------------- |
| 2007      | 28è                      | Badr Mirza Bani Hammad (56è)                   |
| 2008      | 12è                      | Badr Mirza Bani Hammad (32è)                   |
| 2009      | 2n                       | Ayman Ben Hassine (6è)                         |

UCI Europa Tour
| Temporada | Classificació per equips | Millor ciclista en la classificació individual |
| --------- | ------------------------ | ---------------------------------------------- |
| 2008      | 119è                     | Rafaâ Chtioui (1217è)                          |
| 2009      | 121è                     | Rafaâ Chtioui (942è)                           |